# Back from the Grave Volume Four
Back from the Grave Volume Four è il quarto album della omonima collana di album discografici, pubblicato dalla Crypt Records nel 1984. L'album contiene una selezione di brani di genere garage rock degli anni sessanta.

## Tracce
Lato A
1. The Tamrons – Wild-Man – 3:09 (Lloyd Pettus, Robert Walters) – 1967
2. The Cyclones – She's No Good – 2:20 (Hampton) – 1966
3. The Fabs – Dinah Wants Religion – 2:39 (Bob Ellis, Buddy Clark, Cammack) – 1966
4. Red Beard and the Pirates – Go on Leave – 2:25 (Larry Queen, Larry Carruth, Randy Queen, James Weaver, Don Miller, John Miller) – 1966
5. Hallmarks – I Know Why (Russell Scalzo)
6. The Sonics – Santa Claus – 2:49 (Gerry Roslie) – 1965
7. Rocky & the Riddlers – Flash and Crash (Alan Park, Daniel Denton, Jeff LaBrache, Jeffery Beals, Ric Ulsky) – 1966
8. Tonto & The Renegades – Little Boy Blue – 2:25 (Terry Slocum) – 1966

Lato B
1. Botumless Pit – Stories High – 2:40 (Hicks)
2. Aztex – I Said Move – 2:13 (De Luna) – 1967
3. The Nomads – Be Nice – 2:38 (Wesley Harris) – 1966
4. Bunker Hill – The Girl Can't Dance – 1:54 (Bunker Hill) – 1963
5. The Sloths – Makin' Love – 2:04 (Hank Daniels, Jeff Briskin, Michael Rummans) – 1965
6. The Wyld – Fly by Nighter (Rudy Wyatt) – 1966
7. The Vectors – What in the World (Kelley) – 1965
8. The Huns – Shakedown (Coley, Lacefield) – 1966
9. Larry and the Blue Notes – Night of the Sadist (Roquemore)